# Afganistansko-tadžikistanska granica
Granica Afganistana i Tadžikistana duga je 1357 km, a proteže se od tromeđe s Uzbekistanom na zapadu do tromeđe s regijom Xinjiang u Kini na istoku, gotovo u potpunosti duž rijeka Amu-Darja, Panj i Pamir, osim najistočnijeg dijela duž Wakhanskog koridora i dijeli etničke tadžičke zajednice u građane dviju odvojenih zemalja.

## Opis
Granica počinje na zapadu na tromeđi s Uzbekistanom na Amu-Darji. Nastavlja duž thalwega ove rijeke, koja teče široko u smjeru istoka, sve do sutoka s rijekom Vahš. U nastavku se granica nastavlja rijekom Panj u dužini od 1080.km. Rijeka u ovom dijelu prati oblik velike potkove, a kako granica ide uzvodno, reljef oko rijeke postaje sve više planinski. Granica prati Panj sve do njenog početka, sutok rijeka Pamir i Wakhan, u blizini afganistanskog sela Gaz Khun, nakon čega prati rijeku Pamir u duljini od 71 km prema istoku sve do jezera Zorkul (Sir-i-kol). Granica zatim ide kopnom u duljini 218 km do kineske tromeđe, uglavnom prateći razne planinske vrhove i grebene. Istočni kraj granice nalazi se na tromeđi Afganistan-Kina-Tadžikistan na vrhu Povalo-Šveikovskoga.
Veći dio granice je usporedan s Tadžikistanskom Pamirskom autocestom.

## Povijest
Granica je naslijeđena od stare granice između Sovjetskog Saveza i Afganistana, koja je uglavnom poprimila svoj sadašnji oblik tijekom anglo-ruskog rivalstva u središnjoj Aziji u 19. stoljeću, poznatog kao Velika igra. Nakon što je Rusko Carstvo osvojilo Kanat Hiva i Emirat Bukara, a Britansko Carstvo kontroliralo je Britanski Raj, dvije su se sile složile ostaviti Afganistan kao neovisnu tampon državu između njih.
Godine 1873. Velika Britanija i Rusija su se složile oko grube formulacije granice, pri čemu je Amu-Darja proglašena granicom koja ide istočno od blizine sela Khwaja Salar do jezera Zorku, dok je koridor Wakhan ostao u Afganistanu. Zapadni dio granice (tj. najveći dio današnje afganistansko-turkmenistanske granice) trebala je naknadno odrediti granična komisija.
Napetosti su rasle kako su se Rusi ranih 1880-ih proširili dalje na područje današnjeg Turkmenistana, dospjevši u krizu s incidentom u Panjdehu (u blizini Sandykgaçyja u današnjem Turkmenistanu), području na koje Afganistan polaže pravo. Rasprave su smirile situaciju i zajednička englesko-ruska granična komisija označila je granicu kakva je danas u razdoblju 1884–87. Kako se selo Khwaja Salar više nije moglo identificirati, dogovoreno je da se granica susreće s Amu Darjom u blizini Khamiaba u Afganistanu.
Najistočniji dio granice (sada čini dio afganistansko-tadžikistanske granice) nije konačno razgraničen sve do 1893.-95., s Afganistanci koji su se složili odreći se bilo kakvih zahtjeva za zemljama sjeverno od Amu Darje. Ovim je sporazumom određen i položaj kopnene granice na dijelu istočno od jezera Zorkul do Kine, s naknadnim postavljanjem niza graničnih stupova.
Godine 1921. potpisan je sovjetsko-afganistanski ugovor kojim je Rusija pristala "predati Afganistanu pogranične oblasti koje su mu pripadale u prošlom stoljeću, poštujući načela pravednosti i samoodređenja stanovništva koje ih nastanjuje". Međutim, ovaj ugovor nikada nije proveden, a izričito je poništen Sporazumom o granici iz 1946., koji je zadržao granicu kakva je bila, s riječnim otocima koje je naknadno dodijelila zajednička komisija.
Granično područje bilo je izuzetno nestabilno 1990-ih zbog građanskog rata u Tadžikistanu i građanskog rata u Afganistanu. Sigurnost se poboljšala završetkom tadžikistanskog rata i padom talibanske vlade 2001.; međutim, duga, porozna granica i dalje je slabo nadzirana i glavna je ruta za krijumčarenje droge. Također je bilo niz incidenata povezanih s talibanskom pobunom u Afganistanu. Rusija je ranije pomagala u nadzoru policije prije 2005., a bilo je nedavnih izvješća da Kina sada možda pomaže u nadzoru granice. Nekoliko novih graničnih prijelaza i mostova izgrađeno je posljednjih godina u nastojanju da se potakne trgovina i veze, djelomično financirane od stranih vlada i Razvojne mreže Aga Khan.
U srpnju 2021. mnogi su afganistanski vojnici i državni službenici prešli granicu s Tadžikistanom nakon talibanske ofenzive 2021. Kao odgovor, vlada Tadžikistana stacionirala je dodatne postrojbe blizu granice.

## Granični prijelazi
- Sher Khan Bandar — Panji Poyon (cesta, vidi tadžikistansko-afganistanski most u Panji Poyonu)[10]
- Shighnan — Horog (cesta, vidi tadžikistansko-afganistanski most u Tem-Demoganu)
- Ishkashim — Ishkoshim (cesta)
- Ai Khanoum — Kokul (samo trajekt)
- Most tadžikistansko-afganistanskog prijateljstva (cesta)

## Naselja uz granicu
Povijesne karte na engleskom jeziku granice između Afganistana i Tadžikistanske SSR, od sredine do kraja 20. stoljeća:

### Afganistan
- Baghri Kol
- Kolukh Teppe
- Sher Khan Bandar
- Shah Ravan
- Chichkeh
- Dasht-e-Qaleh
- Kvahan
- Khosfav
- Arakhat
- Ishkashim

### Tadžikistan
- Ayvadzh
- Panji Poyon
- Dusty
- Panj
- Parkhar
- Kishti Royen
- Qal'ai Khumb
- Kevron
- Rushon
- Bazhdu Pavdiv
- Khorugh
- Ishkoshim
- Sinib

## Dodatno čitanje
- International Boundary Study No. 26 (Revised) – September 15, 1983 Afghanistan – U.S.S.R. Boundary

## Vanjske poveznice
|  | Zajednički poslužitelj ima još gradiva o temi Afganistansko-tadžikistanska granica |